# Pfullendorf
Pfullendorf là một thị trấn nhỏ có dân số 13,000 người, nằm cách 25 km (16 mi) về phía bắc của hồ Bodensee, bang Baden-Württemberg, Đức. Trong gần 600 năm, nơi đây từng là một Thành bang đế chế của Đế quốc La Mã thần thánh.